# 白眉鹀
白眉鹀（学名：Emberiza tristrami）为鵐科鹀属的鸟类，俗名白三道儿、小白眉、五道眉。分布于俄罗斯、朝鲜半岛、缅甸以及中国大陆的东北、内蒙古、河北、河南、湖北、山东、江苏、浙江、福建、广东、广西、四川、云南等地，常见于山地森林、栖息于针阔混交林和针叶林带以及喜在山溪沟谷、林缘、林间空地和林下灌丛或草丛活动。该物种的模式产地在福建厦门。